# Krängungsversuch
Der Krängungsversuch ist ein gängiges Verfahren zur Bestimmung der Lage des Massenmittelpunktes eines Schiffes. Man unterscheidet zwischen dem Werftkrängungsversuch und dem Betriebskrängungsversuch.
Ein Krängungsversuch wird durchgeführt, indem man ein bekanntes krängendes Moment auf ein aufrecht liegendes Schiff wirken lässt und die daraus resultierende Krängung misst. Aus der Krängung kann man die metazentrische Anfangshöhe des Schiffes bestimmen. Das Moment wird entweder durch Verschieben, Laden oder Löschen einer bekannten Masse erzeugt. Die kann im Einzelfall beispielsweise durch Umstauen eines Ladungskollos oder das Umpumpen von Flüssigkeit geschehen. Eine weitere Möglichkeit ist das zweifache Ausschwenken eines Krans oder Ladebaums – einmal ohne und danach mit einer bekannten Masse.
- Der Werftkrängungsversuch wird besonders exakt ausgeführt, um erstmals den Massenmittelpunkt und die daraus resultierenden Parameter eines neuerbauten Schiffes bestimmen zu können. Auch bei umfangreich umgebauten Schiffen wird ein Werftkrängungsversuch durchgeführt, um die Stabilität  überprüfen zu können.
- Der Betriebskrängungsversuch dagegen kann während des späteren Betriebs immer dann erfolgen, wenn die aktuellen Stabilitätsverhältnisse mithilfe eines praktischen Verfahrens beurteilt werden sollen.